# Elizabeth Appleby
Elizabeth „Liz“ Appleby (* 25. November 1958 in Winnipeg) ist eine ehemalige kanadische Eisschnellläuferin.
Appleby nahm von 1973 bis 1980 an internationalen Wettbewerben teil und kam in der Saison 1974/75 bei der Sprintweltmeisterschaft 1975 in Göteborg auf den 27. Platz im Sprint-Mehrkampf sowie bei der Mehrkampfweltmeisterschaft 1975 in Assen auf den 30. Rang im Kleinen Vierkampf. In der folgenden Saison wurde sie in Madonna di Campiglio Juniorenweltmeisterin im Kleinen Vierkampf und belegte bei den Olympischen Winterspielen 1976 in Innsbruck den 22. Platz über 1000 m, den 21. Rang über 1500 m sowie den 18. Platz über 3000 m.

## Persönliche Bestzeiten
| Disziplin | Zeit        | Datum           | Ort                  |
| --------- | ----------- | --------------- | -------------------- |
| 500 m     | 44,39 s     | 24. Januar 1976 | Madonna di Campiglio |
| 1000 m    | 1:29,34 min | 17. Januar 1976 | Madonna di Campiglio |
| 1500 m    | 2:17,13 min | 19. Januar 1980 | Davos                |
| 3000 m    | 4:55,40 min | 12. Januar 1980 | Davos                |